# Singjay
Als Singjay werden in der Dancehall- und Reggae-Musik Künstler bezeichnet, die als Kombination aus Deejay und Sänger zwischen Toasting und eigentlichem Singen wechseln, wobei der Gesang fast immer im Vordergrund steht. Beides verschmilzt dabei zu einer einzigen Performance. Es gibt aber auch Singjays, die ausschließlich Gesang anwenden. 

## Geschichte
Die Verschmelzung von Gesang und Deejaying begann schon in den Anfängen der Reggae-Musik. Künstler wie Big Youth fingen Ende der 1960er Jahre an, ihre Songs mit einer Kombination aus Gesang und Toasting zu beschallen. Die ersten Veröffentlichungen dieser Art waren u. a. Sky Juice, Every Nigger Is A Star und Hit The Road Jack. Der Begriff Singjay entstand aber erst später. Zu den frühesten Künstlern, die als Singjay bezeichnet wurden, gilt der jamaikanische Musiker Michael Rose. Ende der 1970er Jahre versuchte er Scat in seinen Roots-Songs zu integrieren, womit er jedoch wenig Erfolg hatte. Als der Rhythmus der Reggae-Musik sich zu verändern begann, änderten sich auch die Inhalte der Songs. Mit diesem thematischen Wechsel kam auch eine Veränderung im vokalischen Stil. Die neu entstandenen Sänger dieser Zeit wurden auf Jamaika als Rocker bezeichnet. Musiker wie z. B. Barrington Levy oder Little John repräsentierten diesen Rocker-Singjay-Stil. Mitte der 1980er war der Singjay-Stil dominierend im jamaikanischen Mainstream. Im Dancehall rückte erst zwischen Anfang und Mitte der 1990 der Deejay wieder in den Vordergrund.
Das Konzept des Singjay wurde in den 1970ern in der damals in den USA entstehenden Hip-Hop- bzw. Rap-Musik aufgenommen, unter anderem durch den 1955 in Jamaika geborenen DJ Kool Herc, der als einer der Pioniere dieser Musikrichtungen gilt.

## Bekannte Singjays
Beenie Man, Buju Banton, Courtney Melody, Daville, Eek-A-Mouse, Mavado, Mr. Vegas, Nitty Gritty, Pinchers, Tenor Saw, T.O.K., Sizzla, Wayne Marshall, Wayne Smith, Wayne Wonder, Yami Bolo